# Giuseppe Tosi
Giuseppe Tosi (Borgo Ticino, 25 maggio 1916 – Roma, 10 luglio 1981) è stato un discobolo e attore italiano.

## Biografia
Fu un discobolo italiano (in precedenza praticò la pallavolo e il getto del peso) che conseguì importanti risultati sia a livello nazionale che internazionale. Prestò servizio nell'Arma dei Carabinieri come corazziere al Quirinale. Venne soprannominato "l'eterno secondo" poiché in diverse occasioni ottenne la seconda piazza alle spalle dell'altro italiano Adolfo Consolini.
Fu primatista europeo nel 1948 con 54,78 m e successivamente con 54,80 m; nello stesso anno si aggiudicò la medaglia d'argento ai Giochi olimpici di Londra 1948, conseguendo lo stesso risultato agli Europei di Oslo 1946, Bruxelles 1950 e Berna 1954 (in tutte e quattro le occasioni vinse Consolini). Partecipò anche ai Giochi olimpici di Helsinki 1952 dove si classificò ottavo. Si aggiudicò anche 5 titoli italiani rispettivamente nel 1943, 1946, 1947, 1948 e 1951, i Giochi del Mediterraneo e i campionati inglesi in quest'ultimo anno, i Giochi panatenaici in quello successivo e 5 campionati militari internazionali CISM.
La sua popolarità di atleta lo portò a partecipare come attore ad alcuni film di cui due con Totò e a presenziare da corazziere come scorta dell'allora Presidente Supplente della Repubblica Cesare Merzagora alla cerimonia di inaugurazione dell'Autostrada del sole il 4 ottobre del 1964.

## Palmarès
| Anno | Manifestazione          | Sede        | Evento           | Risultato | Prestazione | Note              |
| ---- | ----------------------- | ----------- | ---------------- | --------- | ----------- | ----------------- |
| 1946 | Europei                 | Oslo        | Lancio del disco | Argento   | 50,39 m     |                   |
| 1948 | Giochi olimpici         | Londra      | Lancio del disco | Argento   | 51,78 m     |                   |
| 1950 | Europei                 | Bruxelles   | Lancio del disco | Argento   | 52,31 m     |                   |
| 1951 | Giochi del Mediterraneo | Alessandria | Lancio del disco | Oro       | 48,49 m     | Record dei Giochi |
| 1952 | Giochi olimpici         | Helsinki    | Lancio del disco | 8º        | 49,03 m     |                   |
| 1954 | Europei                 | Berna       | Lancio del disco | Argento   | 52,34 m     |                   |

## Campionati nazionali
- 5 volte campione nazionale assoluto del lancio del disco (1943, 1946, 1947, 1948, 1951)

## Filmografia

Giuseppe Tosi nel film Il ritorno di don Camillo

- Totò al Giro d'Italia, regia di Mario Mattoli (1948)
- Quo vadis, regia di Mervyn LeRoy (1951)
- Il ritorno di don Camillo, regia di Julien Duvivier (1953)
- Ben-Hur, regia di William Wyler (1959)
- La viaccia, regia di Mauro Bolognini (1961)
- Che fine ha fatto Totò Baby?, regia di Ottavio Alessi (1964)